# Neuville-sur-Vanne
Neuville-sur-Vanne è un comune francese di 447 abitanti situato nel dipartimento dell'Aube nella regione del Grand Est.
Si è chiamato Neuville-sur-Vannes fino al 3 ottobre 2008

## Società

### Evoluzione demografica
Abitanti censiti

## Amministrazione

### Gemellaggi
- Pointe-aux-Trembles, dal 1974